# バイオテック
株式会社バイオテック（英: Biotech inc.）は、愛知県名古屋市中区金山に本社を置く日本の毛髪に関するサービス業者である。

## 概要
1981年（昭和56年）1月に創業以来、「育毛一筋」をスローガンに、脱毛研究の原因究明に始まる「育毛システム」で業界初の特許（特許第1396867号）を取得。現在は東京、大阪、名古屋、福岡など全国に直営60店舗、フランチャイズ7店舗（2009年4月現在）の店舗網を持つ。
現在はCMキャラクターに、格闘家の角田信朗を起用。過去にはジミー大西、辰巳琢郎、渡辺裕之、倉石功、西城秀樹、髙嶋政宏らがキャラクターを務めた。日本毛髪業協会正会員。
キャッチコピーは｢髪、立ち向かうチカラ!」。

## BeeBee（バイオテックエンジェルズ）
創業30周年を迎えた2011年、日本の芸能事務所であるプラチナムプロダクションとのコラボレーションにより、同社のイメージガールを選出する『バイオテックエンジェルズ』プロジェクトを実施。
“日本を元気に”をキーワードに「正統派エンジェル」「癒し系エンジェル」「ワイルド系エンジェル」の3部門で行われ、応募総数389名の中からメンバーが決定。選ばれた3名は“BeeBee”（ビービー）というユニット名で活動を行っている。

### メンバー
- 京増舞（きょうそう まい） - 正統派エンジェル。ビジュアル担当
千葉県出身、身長：165cm、B:80/W:58/H:86
- 坂本真里亜（さかもと まりあ） - 癒し系エンジェル。ヴォーカル担当
大阪府出身、身長：163cm、B:79/W:58/H:84
- 西原有紀（にしはら ゆき） - ワイルド系エンジェル。リーダー&振付担当
岩手県出身、身長：168cm、B:75/W:58/H:84

### 作品
シングル
- Play The Girl（2012年6月13日発売・プレシャストーンミュージック／PSMC-0003）

1. Play The Girl
2. 制服ガール